# Pauline Eichhorn
Pauline Eichhorn, geborene Heßler (* 13. September 1998 in Neuhaus am Rennweg), ist eine ehemalige deutsche Skispringerin.

## Werdegang
Pauline Heßler wuchs im thüringischen Lauscha auf. Sie ist seit 2004 im Wintersportverein 1908 Lauscha aktiv, bei dem sie von Jugendtrainer Jens Greiner-Hiero entdeckt und gefördert wurde. Auf Empfehlung des WSV 08 Lauscha lernte und trainierte sie zuerst am Skiinternat Oberhof und wechselte zum Skiinternat Oberstdorf. Aktuell ist sie in Erfurt wohnhaft, nimmt an den Lehrgängen der Kaderschmiede teil und trainiert wieder in Oberhof. Sie ist Angehörige der Sportfördergruppe der Bundeswehr.

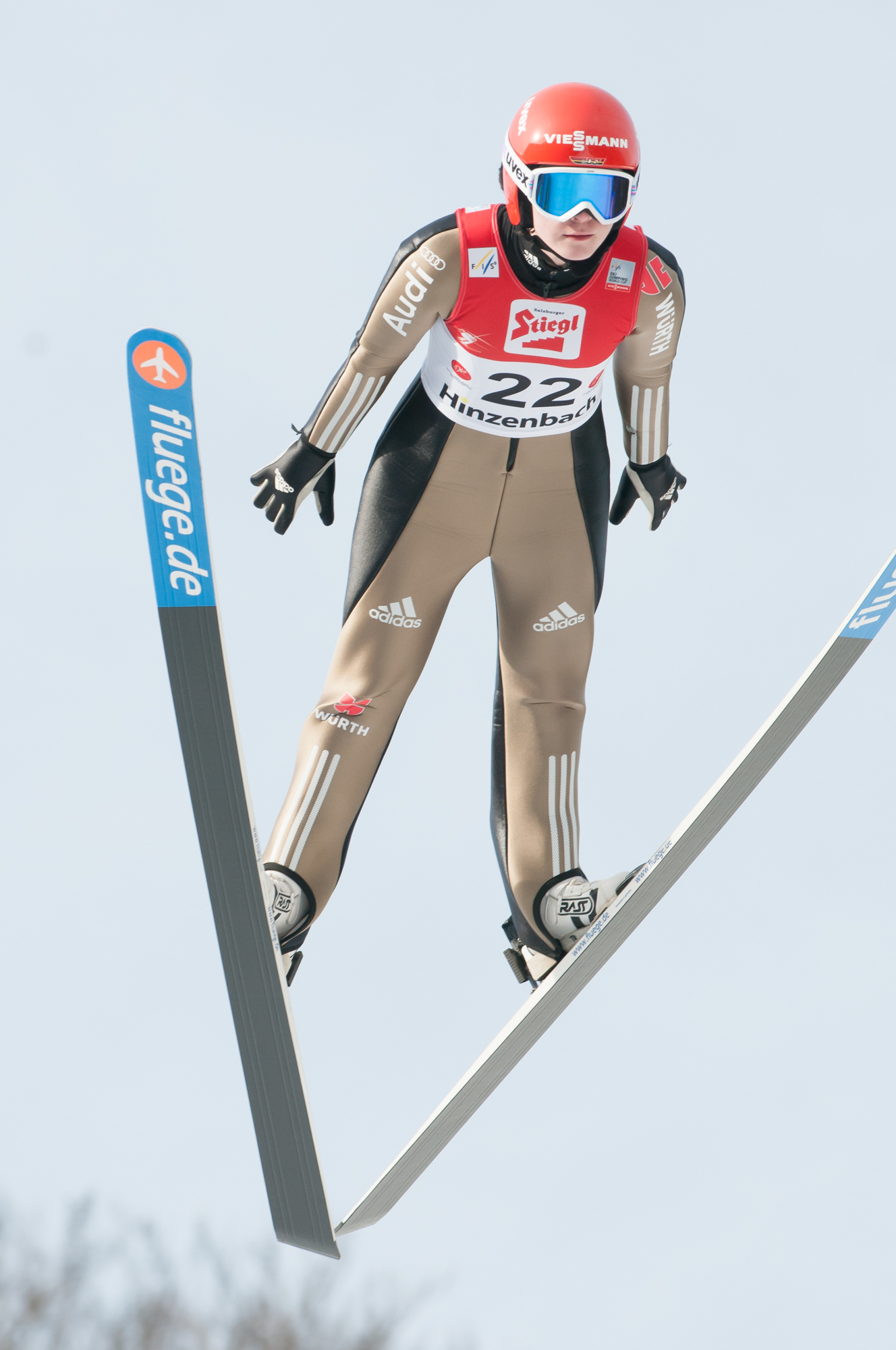
Heßler 2016 in Hinzenbach

Bei den Deutschen Meisterschaften 2010 in Oberhof sprang sie auf den 14. Platz. Am 14. August 2010 gab sie ihr Debüt im Continental Cup in Bischofsgrün und sprang auf den 55. Platz. Im Ladies Cup 2011 wurde sie im August und September jeweils Zweite und kam in der Gesamtwertung in der Kategorie Schüler auf den achten Platz. Bei den Deutschen Meisterschaften 2011 in Meinerzhagen wurde sie Neunte. 2012 gewann sie die Goldmedaille bei den OPA-Spielen in Žiri/Pokljuka, wurde außerdem Deutsche Schülermeisterin und feierte im Oktober einen Doppelsieg im Schülercup. Bei den Deutschen Meisterschaften 2012 der Juniorinnen in Hinterzarten sprang sie auf den siebten Platz. In der Alpencup Saison 2012/13 sprang sie im Sommer Mittelfeldergebnisse ein, sie gab am 14. Juli 2012 ihr Debüt auch im FIS Cup. Bei der Junioren-WM 2013 gewann sie mit ihren Teamkolleginnen Ramona Straub, Svenja Würth und Katharina Althaus Bronze im Mannschaftswettbewerb. In der anschließenden Continental-Cup-Saison belegte sie bei ihren drei Einsätzen nur einstellige Platzierungen, dadurch erreichte sie Rang 5 der Gesamtwertung. Am 15. August 2013 kam sie zu ihrem ersten Einsatz im Sommer-Grand-Prix in Courchevel, bei dem sie den 41. Platz belegte. Im September startet sie im Continental Cup und erreichte am 15. September 2013 in Lillehammer wieder einen 7. Platz.
Vor Beginn der Wintersaison 2013/14 zog sich Heßler bei einem Trainingssturz im österreichischen Seefeld einen Kreuzbandriss zu, der eine mehrmonatige Zwangspause zur Folge hatte. Im August 2014 startete sie im Alpencup in Bischofsgrün, am 26. September gelang ihr in Tschagguns, Österreich, ihr erster Sieg in diesem Wettbewerb. Am 5. Dezember 2014 debütierte sie im Weltcup in Lillehammer und erreichte mit Rang 23 ihre ersten Punkte. Sie startete wieder im Alpencup und holte am 17. Januar 2015 in Oberwiesenthal ihren zweiten Sieg. Im Weltcup kam sie am 24. Januar in Oberstdorf mit Rang 28 erneut in die Punkteränge.
Bei der Junioren-WM in Almaty gewann Pauline Heßler mit ihren Teamkolleginnen Henriette Kraus, Anna Rupprecht und Gianina Ernst Gold im Mannschaftswettbewerb. Im Einzelspringen belegte sie Platz acht. Sie startete im Skisprung-Continental-Cup 2015/16 und wurde am 12. Dezember 2015 in Notodden, Norwegen, Zweite. Im OPA-Alpencup wurde sie am 15. und 16. Januar 2016 in Oberwiesenthal Siegerin und Zweite. Danach hatte sie Einsätze im Weltcup, bei denen sie am 30. und 31. Januar in Oberstdorf mit den Plätzen 20 und 24, am 6. und 7. Februar in Hinzenbach mit den Rängen 28 und 25, am 14. Februar in Ljubno mit Rang 23 und am 19. Februar in Lahti mit Rang 26 punktete. Bei ihrer dritten Junioren-WM in Râșnov belegte sie im Einzel den 19. Platz. Zum Saisonabschluss belegte sie im Alpencup in Baiersbronn am 19. und 20. März 2016 jeweils den 5. Platz.
Bei den Junioren-Weltmeisterschaften 2017 in Park City, Utah gewann Heßler im Mannschaftswettbewerb zusammen mit Agnes Reisch, Luisa Görlich und Gianina Ernst die Goldmedaille. Im Einzelwettbewerb belegte sie Platz zehn.
Nach dem Weltcup in Pyeongchang am 15. und 16. Februar 2017 (Platz 18 und 21) zog sie sich vorübergehend aus dem Wettkampfbetrieb zurück. Bestärkt durch ihre Familie gelang ihr nach überzeugenden Auftritten im FIS Cup, im Continental Cup und im Sommer-Grand-Prix 2018 die Rückkehr in den Weltcup-Kader. In Lillehammer sammelte sie vom 30. November bis zum 2. Dezember 2018 mit den Platzierungen 25 (HS 98) und 24 (HS 140) wieder Weltcup-Punkte.
In der Weltcup-Saison 2018/19 war Heßler fester Bestandteil der deutschen Mannschaft. Am 23. Februar 2019 feierte sie beim Wettkampf von der Inselbergschanze im heimischen Brotterode ihren ersten Continental-Cup-Sieg. Diesen Erfolg konnte sie am 8. Februar 2020 wiederholen. Nach einem zweiten Platz im COC am 20. Februar 2021 in Brotterode und einem 4. und 3. Platz im FIS Cup am 27. und 28. Februar in Oberhof kehrte sie mit einem Wettbewerb in Nischni Tagil am 20. und 21. März 2021 in den Weltcup zurück, in dem sie nach einem Intermezzo im COC mit zwei zweiten Plätzen am 18. und 19. September in Oslo wieder in Nischni Tagil mit einem 10. und zwei 11. Plätzen im Wettbewerb vom 25. bis zum 27. November 2021 überzeugen konnte. Damit gelang ihr die Qualifikation für die deutsche Damen-Skisprungnationalmannschaft. Sie vertrat als erste Athletin den WSV 08 Lauscha bei den Olympischen Winterspielen in Peking und kam im Einzelwettbewerb am 5. Februar 2022 auf einen 24. Rang.
Mit einem 10. und einem 18. Rang stieg sie am 12. und 13. März 2022 auf ihrer Trainingsschanze in Oberhof wieder in den Weltcup ein. Sie überzeugte im Skisprung-Grand-Prix 2022 mit einem 9. und 13. Platz am 23. und 24. Juli in Wisła, einem 11. Platz am 6. August in Courchevel und einem 13. Platz am 2. Oktober 2022 in Klingenthal und damit als drittbeste Deutsche mit dem Gesamtrang 12. In Lillehammer gelang ihr am 4. September 2022 ein 9. Platz im COC. Mit Rang 13 am 29. Januar 2023 in Hinterzarten und Rang 12 am 5. Februar in Willingen gelangen ihr die besten Platzierungen der laufenden Weltcup-Saison.
Am 7. Mai 2025 gab Eichhorn das Ende ihrer Laufbahn bekannt.

## Privates
Im Sommer 2024 heiratete Heßler und nahm den Nachnamen ihres Ehemannes, Eichhorn, an. Im September 2024 gab sie ihre Schwangerschaft bekannt und pausierte deshalb in der Saison 2024/2025.

## Erfolge

### Continental-Cup-Siege im Einzel
| Nr. | Datum            | Ort        | Typ         |
| --- | ---------------- | ---------- | ----------- |
| 1.  | 23. Februar 2019 | Brotterode | Großschanze |
| 2.  | 8. Februar 2020  | Brotterode | Großschanze |

## Statistik

### Weltcup-Platzierungen
| Saison  | Platz | Punkte |
| ------- | ----- | ------ |
| 2014/15 | 41.   | 011    |
| 2015/16 | 36.   | 040    |
| 2016/17 | 43.   | 028    |
| 2018/19 | 38.   | 036    |
| 2020/21 | 44.   | 008    |
| 2021/22 | 25.   | 168    |
| 2022/23 | 29.   | 171    |
| 2023/24 | 45.   | 021    |

### Grand-Prix-Platzierungen
| Saison | Platz | Punkte |
| ------ | ----- | ------ |
| 2018   | 13.   | 103    |
| 2020   | 17.   | 014    |
| 2021   | 40.   | 032    |
| 2022   | 12.   | 093    |
| 2023   | 21.   | 062    |

### Continental-Cup-Platzierungen
| Saison  | Platz | Punkte |
| ------- | ----- | ------ |
| 2012/13 | 05.   | 160    |
| 2015/16 | 11.   | 125    |
| 2016/17 | 04.   | 190    |
| 2017/18 | 22.   | 095    |
| 2018/19 | 14.   | 160    |
| 2019/20 | 05.   | 299    |
| 2020/21 | 06.   | 081    |
| 2022/23 | 63.   | 029    |